# Dan Martin (cyclisme)
Pour les articles homonymes, voir Daniel Martin et Martin.
Daniel Martin, souvent appelé Dan Martin, né le 20 août 1986 à Birmingham, en Angleterre, est un coureur cycliste britannico-irlandais représentant l’Irlande en compétition.
Professionnel entre 2008 et 2021, il compte à son palmarès le classement général du Tour de Catalogne 2013 et fait partie des coureurs à avoir remporté des étapes sur les trois grands tours. Durant sa carrière, il se classe à six reprises dans le top 10 des grands tours, avec comme meilleur résultat une quatrième place sur le Tour d'Espagne 2020. Sur les courses d'un jour, il a notamment remporté Liège-Bastogne-Liège en 2013 et le Tour de Lombardie en 2014.

## Biographie

### Jeunesse et carrière amateur
Né à Birmingham en Angleterre le 20 août 1986, Dan Martin est le fils de Neil Martin (en), coureur cycliste britannique, et de Maria Roche, sœur de l'ancien vainqueur irlandais du Tour de France et du Tour d'Italie Stephen Roche. Dan Martin est le cousin de Nicolas Roche. En 2004, il remporte la course en ligne du championnat de Grande-Bretagne junior, puis opte pour la nationalité irlandaise, la patrie de sa mère.
Dan Martin évolue dans les rangs amateurs au VC La Pomme Marseille à partir de 2005. Il y remporte deux étapes du Tour de la Vallée d'Aoste, dont il prend la deuxième place en 2006. Il se classe également trois fois parmi les dix premiers de la Ronde de l'Isard entre 2005 et 2007,, démontrant ses qualités de grimpeur. Après avoir refusé une première offre en 2006 auprès de Jonathan Vaughters, le manager de l'équipe américaine Slipstream, il signe un premier contrat professionnel avec l'équipe américaine Slipstream en juin 2007 comme stagiaire.

### Carrière professionnelle

#### Débuts
En juin 2008, après une huitième place au Grand Prix International CTT Correios de Portugal, il prend le départ de la Route du Sud avec ambition, trouvant le parcours montagneux à sa mesure. Sixième du contre-la-montre en côte, il prend la tête du classement général grâce à sa quatrième place à Luchon-Superbagnères et il s'impose finalement devant le Français Christophe Moreau,,. Une semaine plus tard, il est sacré champion d'Irlande sur route. À l'issue d'une échappée du Tour de Grande-Bretagne 2008, il obtient la quatrième place du classement général qu'il conserve jusqu'à la fin de la course.

#### 2009: révélation au niveau mondial
Il entame la saison 2009 avec l'ambition de participer à son premier grand tour. Sur le Tour méditerranéen, il se place lors de la quatrième étape menant à Bouc-Bel-Air et parvient à arracher la troisième place du général à moins d'une minute de Luis León Sánchez, le vainqueur final. Il réussit à accompagner Alejandro Valverde lors de la troisième étape du Tour de Catalogne et Julián Sánchez Pimienta lors de la quatrième étape, ce qui lui permet d'achever la course à la deuxième place du classement. Sélectionné par son équipe pour participer au Tour de France, il doit y renoncer deux jours avant le départ à cause d'une blessure au genou. Il prouve ses bonnes aptitudes sur les courses d'un jour en terminant cinquième du Grand Prix de Plouay, battu au sprint par Simon Gerrans, Pierrick Fédrigo, Paul Martens et Anthony Roux. Il prend part à son premier grand tour, le Tour d'Espagne. Il se classe à la 14e place de l'étape au sommet de l'Alto de Aitana. Il achève la course de trois semaines à la 53e position. En fin de saison, il est désigné leader de son équipe sur le Tour de Lombardie. Il prend le 8e rang de la classique menant à Côme.

#### 2010: succès au Tour de Pologne
Dan Martin connaît un printemps 2010 décevant, gêné par des allergies. Il participe au Tour d'Italie, qu'il termine à la 57e place. Troisième du championnat d'Irlande fin juin et du Brixia Tour à la fin du mois de juillet, il signe deux victoires importantes en août. Il gagne sa première course de l'UCI World Tour, le Tour de Pologne, grâce à sa victoire sur la 5e étape, l'étape reine. Il remporte ensuite les Trois vallées varésines, en Italie. Après avoir fini deuxième du Tour d'Émilie au début du mois d'octobre, il fait partie des favoris du Tour de Lombardie. Étant tombé, il ne termine pas cette course marquée par la pluie. Il conclut sa saison avec une victoire lors de la Japan Cup. En fin d'année, il subit une opération au nez afin de résoudre de ne plus être pénalisé par ses allergies,.

#### 2011: victoire d'étape sur la Vuelta

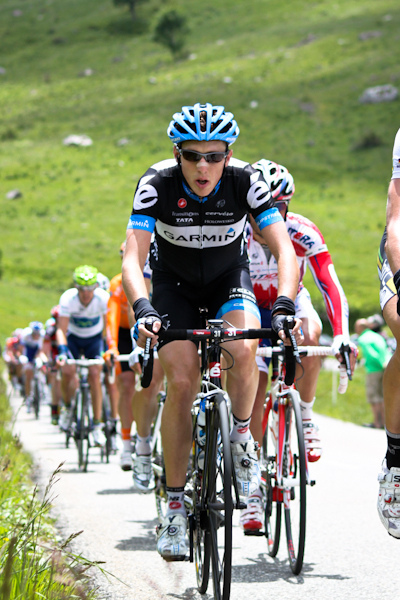
Dan Martin lors du Critérium du Dauphiné 2011.

En 2011, après avoir fini deuxième du Tour de Catalogne,, il remporte au sprint le Tour de Toscane devançant l'Italien Mauro Santambrogio de la BMC Racing. À sa déception, il n'est pas retenu pour participer au Tour de France. En août, il dispute le Tour de Pologne. En remportant la sixième étape, il s'empare de la première place du classement général. Il la perd cependant le lendemain, lors de la dernière étape, au profit de Peter Sagan, et termine deuxième. Il participe ensuite au Tour d'Espagne. Il en remporte la neuvième étape et finit la course à la treizième place du classement général. Après avoir pris la 90e place du championnat du monde sur route à Copenhague, il prend part aux classiques italiennes de fin de saison. Il est notamment troisième du Mémorial Marco Pantani et deuxième du Tour de Lombardie.

#### 2012: premiers résultats sur les classiques ardennaises
En 2012, Dan Martin réalise son meilleur début de saison jusqu'alors. Quatrième du Tour de Catalogne en mars, il est sixième de la Flèche wallonne et cinquième de Liège-Bastogne-Liège. Après le Tour de Romandie (14e), il se blesse à l'épaule pendant le Critérium du Dauphiné. Il récupère et peut prendre le départ de son premier Tour de France, à Liège. Il doit y jouer un rôle d'équipier pour Ryder Hesjedal, récent vainqueur du Tour d'Italie. Celui-ci abandonne cependant à la suite d'une chute, de même que Tom Danielson. Dan Martin est malade durant la première moitié de la course. Il est dans un groupe échappé lors de la onzième étape puis lors des deux étapes pyrénéennes : il est ainsi septième à Bagnères-de-Luchon (16e étape) et dixième à Peyragudes (17e étape). Il termine ce Tour à la 35e place du classement général. Une semaine après l'arrivée, il représente l'Irlande aux Jeux olympiques de Londres, avec Nicolas Roche et David McCann. Il termine la course en ligne dans le peloton, à la 90e place. Durant l'été, il dispute cinq classiques du World Tour. Lors de la Classique de Saint-Sébastien, il est intercalé entre le vainqueur Luis León Sánchez et un groupe de poursuivants, avant d'être rattrapé. Il prend la 18e place. À Fauquemont, il est 33e du championnat du monde sur route. Il se classe ensuite seizième du Tour de Lombardie. Il termine sa saison en Asie. Il prend la quatrième place du Tour de Pékin, dont il remporte le classement de la montagne, puis est deuxième de la Japan Cup, derrière Ivan Basso. À l'issue de cette saison, il occupe la seizième place du classement de l'UCI World Tour. En cours d'année, il prolonge son engagement avec l'équipe Garmin-Sharp jusqu'en 2014.

#### 2013: victoire à Liège-Bastogne-Liège

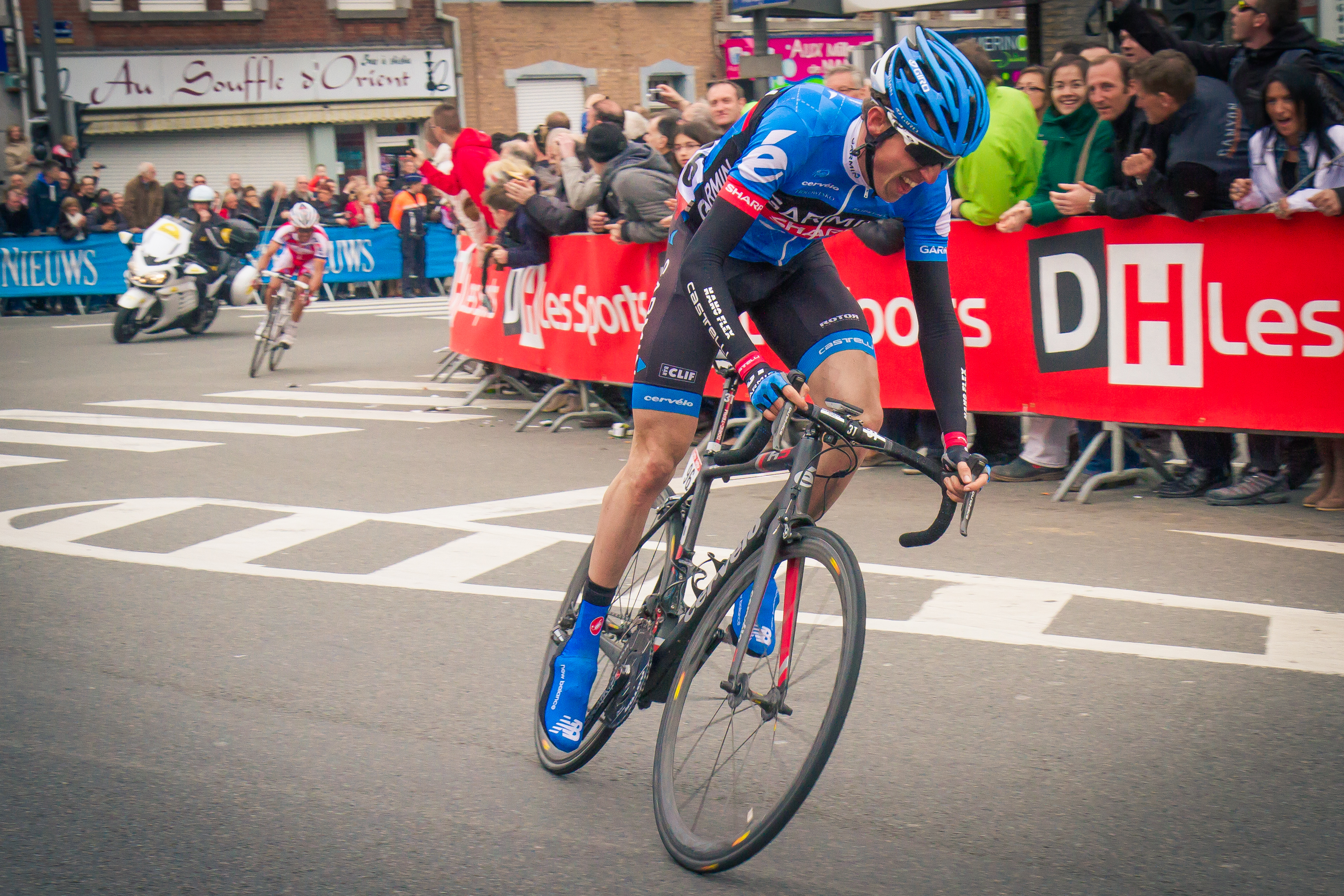
Martin lors du Liège-Bastogne-Liège 2013

Au printemps 2013, Dan Martin remporte le Tour de Catalogne, se classe quatrième de la Flèche wallonne et gagne la doyenne des classiques Liège-Bastogne-Liège en contrant Joaquim Rodríguez dans le dernier kilomètre. Au Tour de France, il est avec Ryder Hesjedal et Andrew Talansky l'un des trois leaders de Garmin-Sharp, qui en attend une bonne place au classement général. Après avoir fini 15e lors de la 8e étape à Ax 3 Domaines, il s'impose le lendemain à Bagnères-de-Bigorre en battant Jakob Fuglsang au sprint après avoir distancé le groupe maillot jaune dans la Hourquette d'Ancizan. Après l’ascension du mont Ventoux lors de la 15e étape il est 10e au classement général, place qu'il conserve après le contre-le-montre reliant Embrun à Chorges. Il est cependant malade durant la semaine de course et perd du temps lors des trois étapes alpestre. Il rallie l'arrivée à la 33e place. Il est désigné leader de l'équipe Garmin-Sharp au Tour d'Espagne, qui commence à la fin du mois d'août. C'est la première fois qu'il dispute deux grands tours la même année. Martin chute durant la septième étape ce qui nécessite une hospitalisation. Il ne repart pas le lendemain.

#### 2014: début de saison difficile, victoire en Lombardie
En début de saison, il enchaîne Tirreno-Adriatico et le Tour de Catalogne qu'il termine seizième alors qu'il était tenant du titre. Au mois d'avril, il est engagé sur un de ses principaux objectifs : les classiques ardennaises. Il débute par un abandon à l'Amstel Gold Race puis obtient son premier résultat de l'année à la Flèche wallonne, avec une deuxième place derrière Alejandro Valverde malgré un placement non idéal au pied du décisif Mur de Huy. Cette performance lui permet de prétendre à conserver son titre à Liège-Bastogne-Liège, dans lequel il attaque dans la dernière montée à Ans, mais lors de l'ultime virage, son vélo glisse et il tombe sur le bitume alors qu'il pouvait rallier l'arrivée en vainqueur. Se rendant ensuite à son deuxième objectif de la saison, le Tour d'Italie, il abandonne dès la première étape, un contre-la-montre par équipes à la suite d'une chute engendrée par les conditions humides qui a emporté aussi trois de ses coéquipiers. Le diagnostic médical révèle une fracture d'une clavicule nécessitant une intervention chirurgicale,. En août, sur le Tour d'Espagne, il crée la surprise en terminant septième. Puis il est sélectionné pour les championnats du monde à Ponferrada, en Espagne. Mais il ne brille pas et termine la course 84e de la course en ligne, à 8 minutes et 25 secondes du vainqueur, Michał Kwiatkowski. En fin de saison, il remporte à la surprise générale le Tour de Lombardie, devançant des favoris comme Alejandro Valverde et le Portugais Rui Costa d'une seconde. Quelques jours plus tard, il gagne l'étape reine de la dernière édition du Tour de Pékin et finit second du classement général derrière le coureur belge Philippe Gilbert.

#### 2015: dernière saison chez Garmin
En 2015, il est dixième du classement général du Tour de Catalogne puis septième du Critérium du Dauphiné. Il participe par la suite au Tour de France qu'il finit à la 39e place. Durant l'été il s'adjuge un nouvel accessit lors de la Classique de Saint-Sébastien qu'il boucle en septième position. Engagé par son équipe sur le Tour d'Espagne il doit abandonner lors de la huitième étape.

#### 2016-2017: Etixx-Quick Step

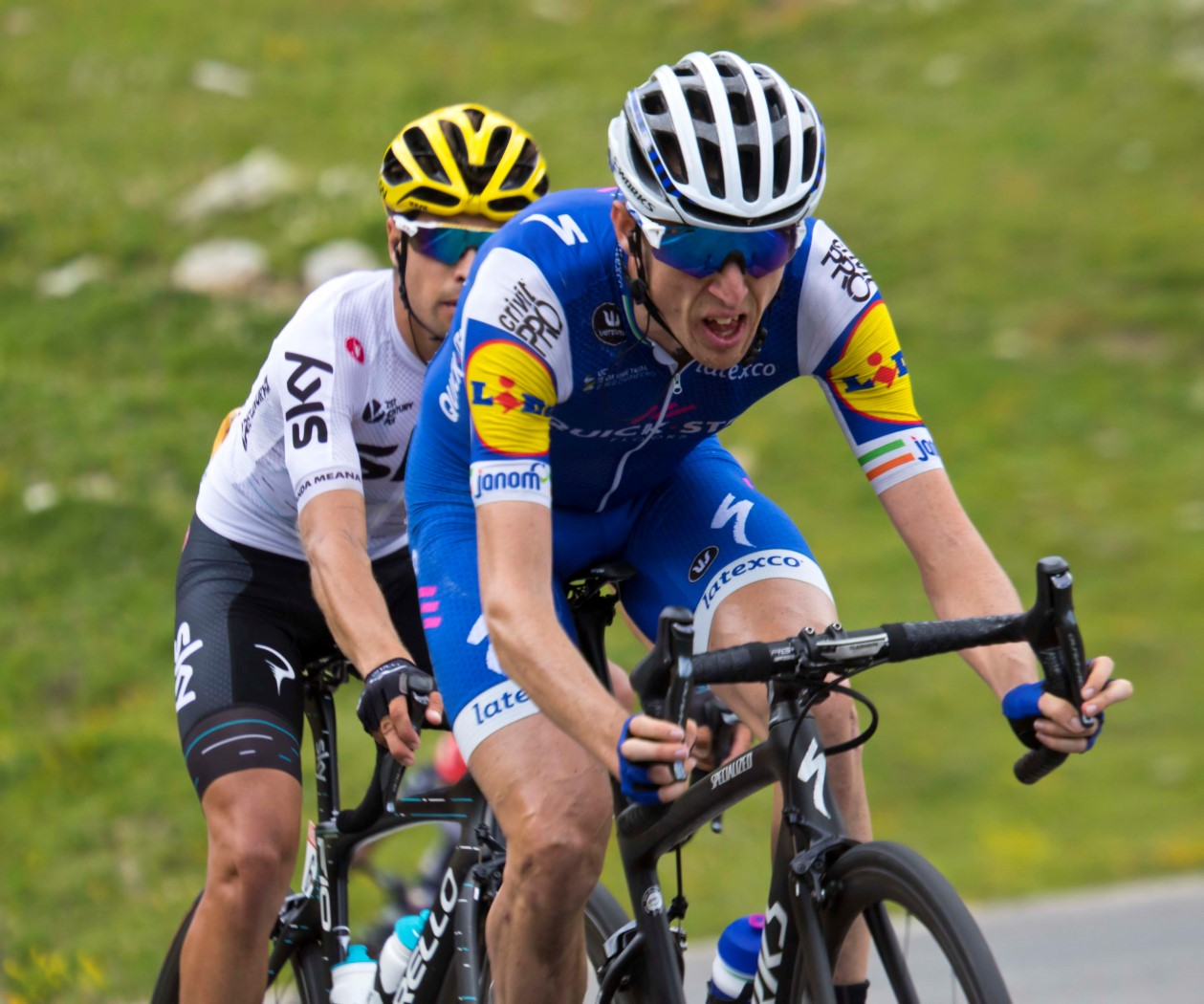
Martin (devant) lors du Tour de France 2017

En 2016, il rejoint l'équipe Etixx-Quick Step, après huit saisons au sein des équipes de Jonathan Vaughters. Il remplace Michal Kwiatkowski et bénéficie d'un rôle de co-leader avec Julian Alaphilippe pour les classiques mais également un statut de leader sur les grands tours. Il s'impose avec ses nouvelles couleurs dès son deuxième jour de course, lors de la 2e étape du Tour de la Communauté valencienne. En mars, il gagne la 3e étape du Tour de Catalogne et termine troisième du général. Il se classe ensuite troisième de la Flèche wallonne, derrière Alejandro Valverde et Alaphilippe, après avoir tenté d'attaquer l'Espagnol dans le Mur de Huy. Il reprend la compétition en juin, où il est à nouveau troisième, cette fois lors du Critérium du Dauphiné. Leader de l'équipe sur le Tour de France, il se classe finalement neuvième de l'épreuve. En deuxième partie de saison, il est treizième des Jeux olympiques et du championnat d'Europe. En fin d'année 2016, il est classé 10e du classement World Tour et 29e du Classement mondial UCI.
En 2017, Martin gagne la deuxième étape du Tour de l'Algarve puis se classe troisième de Paris-Nice. Sixième du Tour de Catalogne, il est ensuite sur les classiques ardennaises deuxième de la Flèche wallonne et de Liège-Bastogne-Liège. Grâce à une attaque lors de la dernière étape, il termine troisième du Critérium du Dauphiné en juin, dépassant Chris Froome pour une seconde. Il est ensuite sixième du Tour de France, malgré des maux de dos, des difficultés à marcher et à se lever de sa selle. Des examens médicaux pratiqués après ce Grand Tour montrent qu'il a effectué deux des trois semaines de course avec une fracture sur deux vertèbres.

#### 2018-2019: UAE Emirates

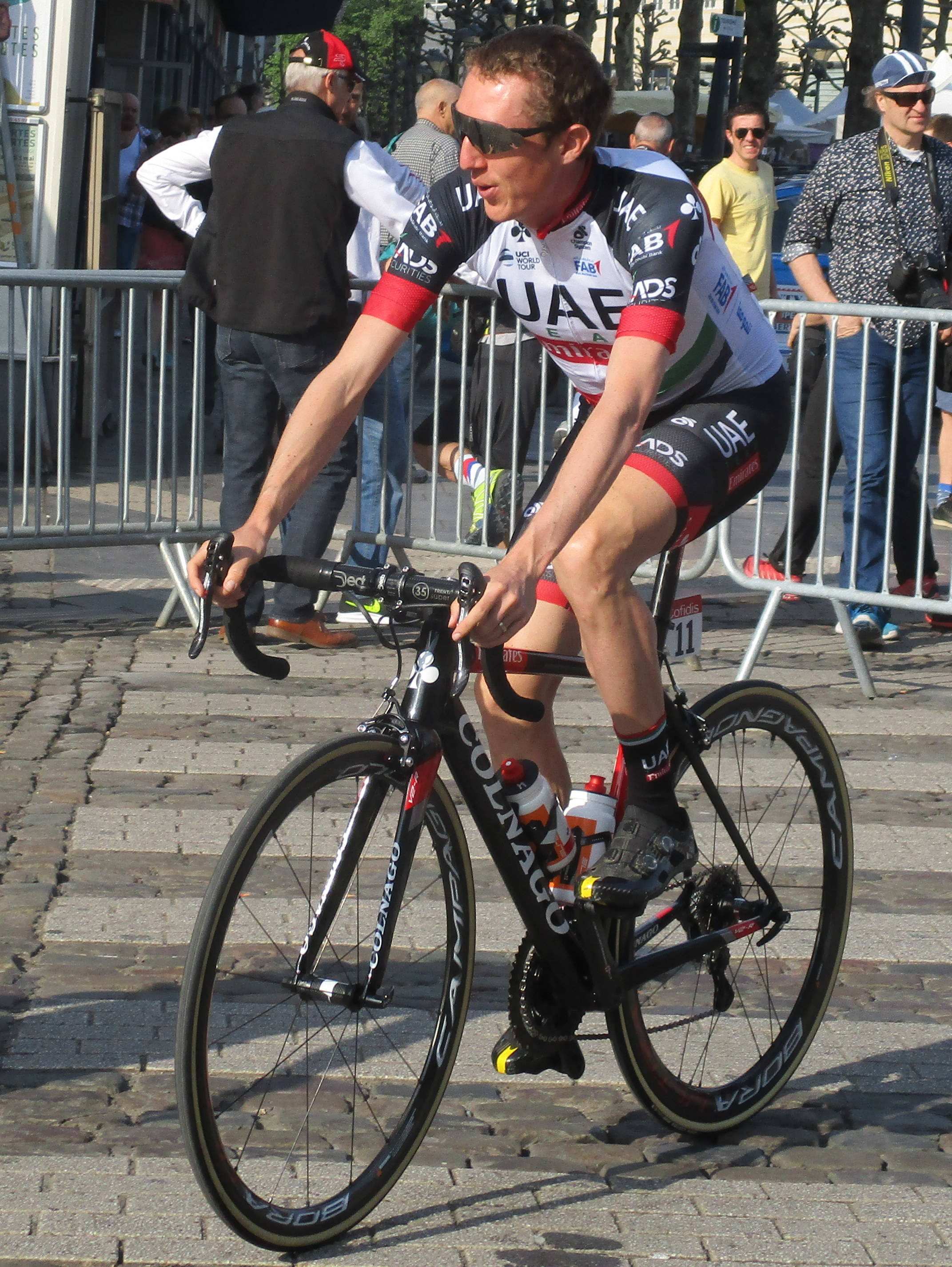
Lors du Liège-Bastogne-Liège 2018

En août 2017, il annonce rejoindre en 2018 UAE Team Emirates, avec un contrat de deux ans. Il a notamment refusé une offre de la Team Sky, car il ne serait pas leader sur les grands tours. Il fait ses débuts pour l'équipe lors du Tour de l'Algarve, où il termine 14e du classement général. Il abandonne sur Paris-Nice en raison de mauvaises conditions météorologiques et de problèmes de santé lors de la septième étape. Il décroche sa première victoire de la saison avec une victoire d'étape au Critérium du Dauphiné, course qu'il termine à la quatrième place du général. Le 12 juillet, il s'impose à Mûr de Bretagne lors de la sixième étape du Tour de France, devant Pierre Latour (AG2R) et Alejandro Valverde (Movistar). À l'issue des trois semaines de course, il termine huitième du général et est nommé super-combatif du Tour de France. Plus tard, il participe au Tour d'Espagne pour aider son coéquipier Fabio Aru et essayez de gagner une étape. Il quitte la course à la fin de la neuvième étape car la naissance de ses deux filles jumelles est imminente.
Lors de la saison 2019, il ne remporte aucune course. Il se classe notamment deuxième du Tour du Pays basque à 29 secondes de Ion Izagirre, mais, hors de forme, il abandonne sur les classiques ardennaises. Huitième du Critérium du Dauphiné, il n'obtient aucun résultat significatif sur le Tour de France et termine sa saison par des places d'honneur sur les classiques italiennes.

#### 2020-2021: fin de carrière chez Israel Start-Up Nation
En août 2019, il est annoncé que Dan Martin rejoint l'équipe Israel Cycling Academy, rebaptisée plus tard Israel Start-Up Nation, avec un contrat de deux ans. L'équipe israélienne fait ses débuts dans l'UCI World Tour, après avoir racheté la licence de Katusha-Alpecin. Martin commence sa saison par une quatrième place sur le Tour de la Communauté valencienne. La saison s'arrête en mars en raison de la pandémie de Covid-19. Il reprend la compétition en août lors du Critérium du Dauphiné, mais chute et abandonne rapidement en raison d'une fracture du sacrum. Il réussit quand même à s'aligner sur le Tour de France quelques semaines plus tard, mais hors de forme, il ne peut défendre ses chances au général. Il retrouve la forme sur les classiques et se classe cinquième de la Flèche wallonne et onzième de Liège-Bastogne-Liège. Le 22 octobre, après avoir terminé troisième des deux premières étapes, il remporte en puncheur la troisième étape du Tour d'Espagne, son premier succès depuis juillet 2018. Longtemps sur le podium du général, il doit finalement se contenter de la 4e place finale, son meilleur classement sur un grand tour.
En mars 2021, il tombe malade de la COVID-19 et manque la période des classiques. Pour son retour à la compétition, il est quinzième du Tour des Alpes fin avril. Il participe en mai à son troisième Tour d'Italie, le premier depuis 2014. Il remporte en solitaire la 17e étape, ce qui lui permet ainsi de compter au moins une victoire d'étape dans les trois grands tours,. Même s'il perd beaucoup de temps lors de la 11e étape, caractérisée par des secteurs en gravier, il termine 10e du classement général final. Il enchaine avec une participation au Tour de France et aux Jeux olympiques de Tokyo, sans obtenir de résultats notables.
Début septembre 2021, il annonce à 35 ans qu'il arrête sa carrière à la fin de la saison, ne prenant plus de plaisir en compétition,.

#### 2022: publication d'une autobiographie
En 2022, un an après sa retraite, Dan Martin sort une autobiographie sur sa carrière de cycliste et est désormais testeur de produits pour des marques de vélo.

## Vie privée
Martin détient à la fois la nationalité britannique et irlandaise. Après être devenu professionnel, il réside à Gérone, en Catalogne, en Espagne puis déménage en Andorre en 2014. Il est marié à l'athlète britannique Jess Martin, spécialiste du 10 000 mètres,. En septembre 2018, leurs jumelles, Daisy et Ella Martin, sont nées.

## Palmarès et résultats

### Palmarès amateur
| - 2003 - 4e étape du Tour du Pays de Galles juniors - 2004 - Champion de Grande-Bretagne sur route juniors - Tour du Pays de Galles juniors : - Classement général - 3e étape - 4e étape du Tour d'Irlande juniors - 2006 - 6e étape du Tour de la Vallée d'Aoste - 2e du Tour de la Vallée d'Aoste | - 2007 - Cat's Hill Classic - Tour des Pays de Savoie : - Classement général - 3e étape - 2e étape du Tour de la Vallée d'Aoste - 3e du Grand Prix de la ville de Felino |  |

### Palmarès professionnel
| - 2008 - Champion d'Irlande sur route - Champion d'Irlande sur route espoirs - Classement général de la Route du Sud - 2009 - 2e du Tour de Catalogne - 3e du Tour méditerranéen - 5e du Grand Prix de Plouay - 8e du Tour de Lombardie - 2010 - Trois vallées varésines - Tour de Pologne : - Classement général - 5e étape - Japan Cup - 2e du Tour d'Émilie - 3e du championnat d'Irlande sur route - 3e du Brixia Tour - 2011 - Tour de Toscane - 6e étape du Tour de Pologne - 9e étape du Tour d'Espagne - 2e du Tour de Catalogne, - 2e du Tour de Pologne - 2e du championnat d'Irlande sur route - 2e du Tour de Lombardie - 3e du Mémorial Marco Pantani - 2012 - 2e de la Japan Cup - 4e du Tour de Catalogne - 4e du Tour de Pékin - 5e de Liège-Bastogne-Liège - 6e de la Flèche wallonne - 2013 - Tour de Catalogne : - Classement général - 4e étape - Liège-Bastogne-Liège - 9e étape du Tour de France - 2e du Tour de Pékin - 4e de la Flèche wallonne - 4e du Tour de Lombardie - 8e du Tour de Suisse - 2014 - Tour de Lombardie - 4e étape du Tour de Pékin - 2e de la Flèche wallonne - 2e du Tour de Pékin - 3e du Tour de l'Ain - 7e du Tour d'Espagne | - 2015 - 7e du Critérium du Dauphiné - 7e de la Classique de Saint-Sébastien - 10e du Tour de Catalogne - 2016 - 2e étape du Tour de la Communauté valencienne - 3e étape du Tour de Catalogne - 3e du Tour de Catalogne - 3e de la Flèche wallonne - 3e du Critérium du Dauphiné - 9e du Tour de France - 2017 - 2e étape du Tour de l'Algarve - 2e de la Flèche wallonne - 2e de Liège-Bastogne-Liège - 3e de Paris-Nice - 3e du Critérium du Dauphiné - 6e du Tour de Catalogne - 6e du Tour de France - 2018 - 5e étape du Critérium du Dauphiné - Tour de France : - Prix de la combativité - 6e étape - 4e du Critérium du Dauphiné - 8e du Tour de France - 9e du Tour de Lombardie - 10e du Tour de Romandie - 2019 - 2e du Tour du Pays basque - 7e de l'UAE Tour - 8e du Critérium du Dauphiné - 2020 - 3e étape du Tour d'Espagne - 4e du Tour d'Espagne - 5e de la Flèche wallonne - 2021 - 17e étape du Tour d'Italie - 10e du Tour d'Italie |  |

### Résultats sur les grands tours

#### Tour de France
9 participations
- 2012 : 35e
- 2013 : 33e, vainqueur de la 9e étape
- 2015 : 39e
- 2016 : 9e
- 2017 : 6e
- 2018 : 8e,  vainqueur du prix de la combativité, vainqueur de la 6e étape
- 2019 : 18e
- 2020 : 41e
- 2021 : 40e

#### Tour d'Italie
3 participations
- 2010 : 57e
- 2014 : abandon (1re étape)
- 2021 : 10e, vainqueur de la 17e étape

#### Tour d'Espagne
7 participations
- 2009 : 53e
- 2011 : 13e, vainqueur de la 9e étape
- 2013 : non-partant (8e étape)
- 2014 : 7e
- 2015 : abandon (8e étape)
- 2018 : non-partant (10e étape)
- 2020 : 4e, vainqueur de la 3e étape

### Classements mondiaux
| Année                                 | 2009 | 2010 | 2011 | 2012 | 2013 | 2014 | 2015 | 2016 | 2017 | 2018  | 2019 | 2020 | 2021 |
| ------------------------------------- | ---- | ---- | ---- | ---- | ---- | ---- | ---- | ---- | ---- | ----- | ---- | ---- | ---- |
| Calendrier mondial                    | 35e  | 49e  |      |      |      |      |      |      |      |       |      |      |      |
| UCI World Tour                        |      |      | 8e   | 16e  | 6e   | 9e   | 51e  | 10e  | 8e   | 32e   |      |      |      |
| Classement mondial                    |      |      |      |      |      |      |      | 29e  | 11e  | 49e   | 88e  | 29e  | 123e |
| UCI Europe Tour                       |      |      |      |      |      |      |      | 588e | 220e | 1194e | 72e  | 25e  | 105e |
| UCI Asia Tour                         |      |      |      |      |      |      |      | 501e | nc   | nc    |      |      |      |
| UCI America Tour                      |      |      |      |      |      |      |      | 85e  | nc   | nc    |      |      |      |
|                                       |      |      |      |      |      |      |      |      |      |       |      |      |      |
| Légende : nc = non classéSource : UCI |      |      |      |      |      |      |      |      |      |       |      |      |      |